# 小熊維尼的故事書
小熊維尼的故事書（英語：The Book of Pooh）是一部美國學齡前教育類的兒童電視節目，曾在Playhouse Disney時段於迪士尼頻道播出。這是根據艾倫·亞歷山大·米恩作品改編的迪士尼系列中的第三部電視劇集，前兩部為實景劇歡迎來到小熊維尼角落（該系列與本作有相似之處），以及於1988年至1991年間播放的動畫劇集小熊維尼新傳奇。該節目於2001年1月22日首播，並於2003年7月8日完結。該節目由Shadow Projects製作。華特迪士尼影業於2001年發行了兩部基於此木偶劇電視系列的錄影帶首映電影，首部為小熊維尼的故事書：心靈的故事。

## 概述
本劇的故事背景設定在米恩原著故事的事件之後，克里斯多福·羅賓顯示已是11歲。本劇與米恩書中的一些細節有所不同，例如跳跳虎從一開始就住在百畝森林，而袋鼠媽媽和小豆則在後來才作為新角色登場。克里斯多福和他的母親在本劇中不使用英式英語口音，這與《小熊維尼新傳奇》中的情況相似，該劇中的克里斯多福具有美式口音。來自《小熊維尼新傳奇》「Find Her, Keep Her」和「A Bird in the Hand」的藍鳥凱西（Kessie）在本劇中成為主要角色。
每集開頭場景位於克里斯多福·羅賓的臥室，觀眾會聽到他的母親說：「克里斯多福，上學時間到了。」克里斯多福回答：「好的，媽媽！」然後他會合上書本，拿起書包並離開房間。隨後，書中的小熊維尼和他的朋友們出現，主題曲隨之播放。本劇在其他方面也與正史不同，例如跳跳虎能爬上樹，也能下來，克里斯多福·羅賓和他母親的臉從未顯示。此外，兔子住在樹裡，而不是像其他改編作品中那樣住在洞穴裡。

### 木偶風格
本劇的木偶風格基於日本的文樂木偶劇，加上剪貼風格的背景，使本劇呈現出如同立體書的外觀，因此命名為「小熊維尼的故事書」。這也是創作者米切爾·克里格曼（Mitchell Kriegman）開發的Shadowmation技術的首次應用，該技術後來也在PBS系列節目《大世界》中使用。

## 主題曲
- 大家都知道他是小熊維尼（英語：Everyone Knows He's Winnie the Pooh）（開場主題曲） - 布萊恩·伍德伯里（Brian Woodbury）
- 暫時告別 （英語：Goodbye for Now）（片尾主題曲） - 布萊恩·伍德伯里（Brian Woodbury）和米切爾·克里格曼（Mitchell Kriegman）

## 獎項與提名
本劇獲得三項艾美獎提名，並在2002年第29屆日間艾美獎中，與芝麻街共同獲得兒童系列最佳導演獎。

## 電影
小熊維尼的故事書：心靈的故事 是一部基於電視劇小熊維尼的故事書的直接發行動畫外傳電影。該影片由Buena Vista Television發行，Shadow Projects和迪士尼電視動畫公司製作，並在VHS和DVD格式上發行。
本片包含6集，每集集中於一個角色。整體故事圍繞角色們在克里斯多福·羅賓的房間等待他的到來展開。與系列節目相符，每集都有原創音樂曲目。本片為一部剪接電影，由電視劇中的片段編排而成。

## 外部連結
- 互联网电影数据库（IMDb）上《小熊維尼的故事書》的资料（英文）